# Peter Galvin
Peter Galvin (Sídney, 14 de enero de 1964) es un expiloto de motociclismo australiano, que compitió en el  Campeonato del Mundo de Motociclismo desde  1989 hasta 2001.

## Resultados en el Campeonato del Mundo

### Carreras por año
Sistema de puntuación desde 1988 hasta 1991:
| Posición | 1.º | 2.º | 3.º | 4.º | 5.º | 6.º | 7.º | 8.º | 9.º | 10.º | 11.º | 12.º | 13.º | 14.º | 15.º |
| Puntos   | 20  | 17  | 15  | 13  | 11  | 10  | 9   | 8   | 7   | 6    | 5    | 4    | 3    | 2    | 1    |

(Carreras en negrita indica pole position, carreras en cursiva indica vuelta rápida)
| Año  | Cat.  | Moto  | 1      | 2       | 3       | 4      | 5       | 6      | 7       | 8       | 9       | 10      | 11     | 12      | 13      | 14      | 15      | 16    | Pts. | Pos. |
| ---- | ----- | ----- | ------ | ------- | ------- | ------ | ------- | ------ | ------- | ------- | ------- | ------- | ------ | ------- | ------- | ------- | ------- | ----- | ---- | ---- |
| 1989 | 125cc | Honda | JPN -  | AUS 17  |         | SPA -  | NAT -   | GER -  | AUT -   |         | NED -   | BEL -   | FRA -  | GBR -   | SWE -   | CZE -   |         |       | 0    | -    |
| 1990 | 125cc | Honda | JPN 25 | SPA DNQ | NAT DNQ | GER 22 | AUT DNQ | YUG 19 | NED Ret | BEL Ret | FRA DNQ | GBR DNQ | SWE 26 | CZE -   | HUN 24  | AUS 20  |         |       | 13   | 26.º |
| 1991 | 125cc | Honda | JAP 31 | AUS 14  | ESP 27  | ITA -  | ALE -   | AUT 23 | EUR 19  | NED 24  | FRA 16  | GBR Ret | RSM 26 | CHE -   |         | MAL 16  |         |       | 2    | 39.º |
| 1992 | 125cc | Honda | JAP 14 | AUS 11  | MAL 14  | ESP 17 | ITA Ret | EUR -  | ALE Ret | NED Ret | HUN 26  | FRA 22  | GBR 23 | BRA Ret | RSA Ret |         |         |       | 0    | -    |
| 1997 | 125cc | Honda | MAL -  | JPN -   | ESP -   | ITA -  | AUT -   | FRA -  | NED -   | IMO -   | GER -   | BRA -   | GBR -  | CZE -   | CAT -   | INA -   | AUS Ret |       | 0    | -    |
| 1998 | 125cc | Honda | JPN -  | MAL -   | ESP -   | ITA -  | FRA -   | MAD -  | NED -   | GBR -   | GER -   | CZE -   | IMO -  | CAT -   | AUS 23  | ARG -   |         |       | 0    | -    |
| 1999 | 125cc | Honda | MAL -  | JPN -   | ESP -   | FRA -  | ITA -   | CAT -  | NED -   | GBR -   | GER -   | CZE -   | IMO -  | VAL -   | AUS Ret | RSA -   | BRA -   | ARG - | 0    | -    |
| 2001 | 125cc | Honda | JPN -  | RSA -   | ESP -   | FRA -  | ITA -   | CAT -  | NED -   | GBR -   | GER -   | CZE -   | POR -  | VAL -   | PAC -   | AUS Ret | MAL -   | BRA - | 0    | -    |